# James Butler, II duca di Ormonde
James Butler, II duca di Ormonde (Dublino, 29 aprile 1665 – Avignone, 16 novembre 1745), è stato un militare e politico irlandese.
Fu uno dei protagonisti della guerra della Grande Alleanza e per due volte fu nominato lord luogotenente d'Irlanda dalla regina Anna: la prima il 19 febbraio 1703 e la seconda il 26 ottobre 1710.
Terzo del ramo dei Kilcash della sua casata a ereditare la contea di Ormond, come suo nonno il I duca, venne allevato di fede protestante a differenza di gran parte dei membri della sua famiglia che per tradizione erano cattolici romani. Prestò servizio nella campagna per schiacciare la Ribellione di Monmouth, nella Guerra guglielmita in Irlanda, nella Guerra dei Nove anni e nella Guerra di successione spagnola, ma venne infine accusato di tradimento durante l'Insurrezione giacobita del 1715, privato dei propri onori ed esiliato.

## Biografia

### I primi anni e la carriera militare
Figlio di Thomas Butler, VI conte di Ossory e di sua moglie, Emilia (nata van Nassau-Beverweerd),, James era nipote di James Butler, I duca di Ormonde e nacque a Dublino, ma venne educato dapprima in Francia e poi al Christ Church College di Oxford. Alla morte di suo padre il 30 luglio 1680 ottenne il titolo di Barone Butler nella parìa inglese e per concessione quello di Conte di Ossory. Ottenne quindi il comando di un reggimento di cavalleria in Irlanda nel 1683, ruolo con cui venne convocato da re Giacomo II per combattere contro il duca di Monmouth nella Battaglia di Sedgemoor nel luglio del 1685. Succeduto a suo nonno come duca di Ormonde il 21 luglio 1688, il 28 settembre di quello stesso anno venne nominato cavaliere dell'Ordine della Giarrettiera. Nel 1688 divenne anche cancelliere dell'Trinity College di Dublino and Chancellor of the University of Oxford.

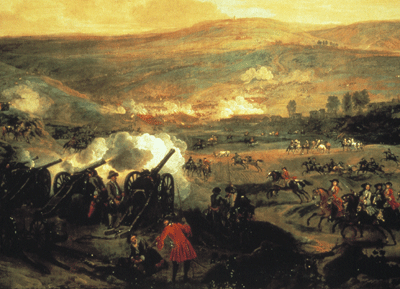
La battaglia di Boyne, nella quale Butler commandò le Queen's Troop, durante la Guerra guglielmita in Irlanda

Nel gennaio e febbraio del 1689 votò contro la mozione per porre Guglielmo d'Orange e Maria sul trono e contro la mozione che prevedeva l'abdicazione di Giacomo II. Successivamente, ad ogni modo, accettò il governo di Guglielmo d'Orange, dal quale egli venne nominato colonnello delle Queen's Troop of Horse Guards il 20 aprile 1689, e comandò queste stesse truppe nella Battaglia di Boyne nel luglio del 1690 durante la Guerra guglielmita in Irlanda. Nel febbraio del 1691 divenne Lord Luogotenente del Somerset.
Prestò servizio ancora per Guglielmo d'Orange durante la Guerra dei Nove anni e, dopo essere stato promosso al rango di maggiore generale, combatté alla Battaglia di Steenkerque nell'agosto del 1692 e nella Battaglia di Landen nel luglio 1693, dove venne fatto prigioniero dai francesi e scambiato quindi con il duca di Berwick, figlio illegittimo di Giacomo II. Venne promosso tenente generale nel 1694.
Dopo l'ascesa al trono della regina Anna di Gran Bretagna nel marzo del 1702, divenne comandante delle forze di terra che cooperarono con Sir George Rooke in Spagna, dove combatté nella Battaglia di Cadice nell'agosto del 1702 e poi nella Battaglia della baia di Vigo nell'ottobre di quello stesso anno, nell'ambito della Guerra di successione spagnola. Reso parte del Privy Council della regina, il duca di Ormonde succedette a Lord Rochester come Lord Luogotenente d'Irlanda nel 1703.
Dopo le dimissioni del duca di Marlborough, Ormonde venne nominato come comandante in capo delle forze inglesi e colonnello del 1st Regiment of Foot Guards il 4 gennaio 1711 nonché capitano generale il 26 febbraio 1711. Al parlamento irlandese, Ormonde e la maggioranza dei pari sostennero gli interessi del partito dei tories.
Nell'aprile del 1712 lasciò Harwich verso Rotterdam per guidare le truppe inglesi che presero parte alla guerra. Una volta giunto a destinazione si rese strumento dei tories la cui politica era quella di continuare la guerra anche nei Paesi Bassi dando ordini segreti ad Ormonde di non prendere parte attiva al supporto degli alleati sotto il comando del principe Eugenio di Savoia. Nel luglio del 1712, Ormonde avvisò il principe Eugenio che egli non avrebbe potuto supportare oltre l'assedio di Le Quesnoy e che egli stava ritirando le truppe inglesi dall'azione al posto di prendere possesso di Dunkirk. Ormonde prese possesso di Gand e Bruges e di Dunkirk di modo da assicurare alle truppe provvigioni necessarie. Il 15 aprile 1713 egli divenne Lord Luogotenente del Norfolk.

### L'accusa di tradimento
La posizione di Ormonde come capitano generale gli aveva conferito maggiori importanza nella crisi scoppiata dopo la morte della regina Anna e, già durante gli ultimi anni di regno della regina, Ormonde ebbe quasi certamente dei legami giacobiti tra cui con suo cugino, Piers Butler, III visconte Galmoye, il quale in vista di una possibile insurrezione teneva dei barili di polvere da sparo al Castello di Kilkenny. Re Giorgio I alla sua ascesa al trono nell'agosto del 1714 istituì nuovi cambiamenti ed escluse i tories dal favore reale. Ormonde venne privato dei suoi incarichi di capitano generale, colonnello del 1st Regiment of Foot Guards e comandante in capo delle forze inglesi coi due primi posti concessi al duca di Marlborough ed il ruolo di comandante in capo passato al conte di Stair. Il 19 novembre 1714 Ormonde venne nominato membro del ricostituito Privy Council of Ireland.

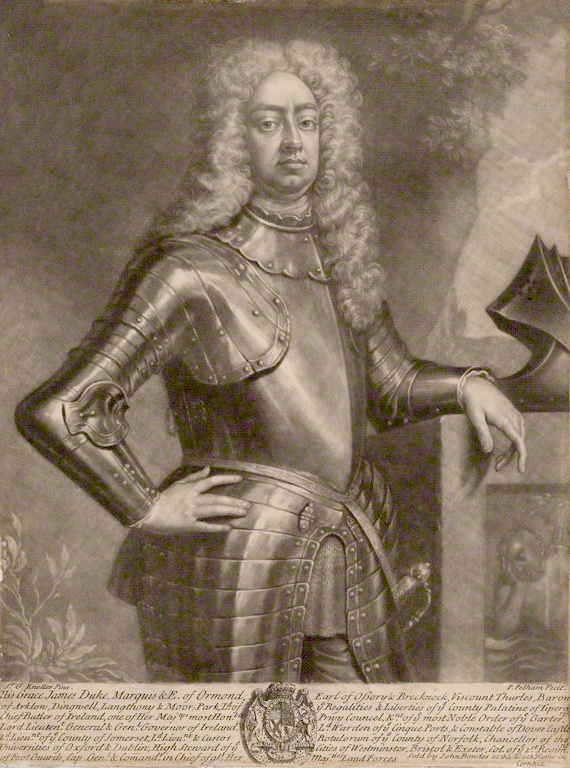
James Butler, 1725-1730 c.

Accusato di aver supportato l'Insurrezione giacobita del 1715, durante la quale i ribelli gridarono a più riprese "Evviva l'alto clero e Ormonde!", venne implicato per alto tradimento da Lord Stanhope il 21 luglio 1715. Egli avrebbe probabilmente potuto evitare il disonore se fosse rimasto in Inghilterra ed avesse affrontato il processo relativo, ma decise invece di partire alla volta della Francia l'8 agosto 1715 ed inizialmente rimase a Parigi con Lord Bolingbroke. Il 20 agosto 1715, data l'evidenza della sua colpa suggellata dalla sua fuga, venne privato ufficialmente di tutti i suoi titoli e possedimenti Il Conte Maresciallo ottenne l'ordine di rimuovere il suo nome e stemma dall'elenco dei pari e la sua bandiera come cavaliere della Giarrettiera venne rimossa dalla Cappella di San Giorgio a Windsor.
Il 20 giugno 1716, il Parlamento d'Irlanda passò un atto che estinse le rendite della contea palatina di Tipperary; la corona comandò inoltre la taglia di 10.000 sterline a chi avesse riportato vivo o morto Ormonde se avesse tentato di sbarcare in Irlanda. Il 24 giugno 1721, ad ogni modo, lo stesso parlamento permise a Charles Butler, I conte di Arran di acquistare le residenze e i possedimenti del fratello.
Ormonde si spostò successivamente in Spagna dove intrattenne delle discussioni col cardinale Giulio Alberoni. Prese parte quindi al tentativo spagnolo di invadere l'Inghilterra e porre James Francis Edward Stuart sul trono inglese nel 1719, ma la sua flotta venne dispersa da una tempesta nella regione della Galizia. Nel 1732 si spostò ad Avignone, dove ricevette nel 1733 la visita della scrittrice Lady Mary Wortley Montagu. Ormonde morì in esilio il 16 novembre 1745, e venne sepolto nell'Abbazia di Westminster il 22 maggio 1746.

## Matrimonio e figli
Nel 1682 aveva sposato lady Anne Hyde, figlia del Visconte Hyde di Kenilworth; la coppia ebbe una sola figlia. Dopo la morte della sua prima moglie (fatto che gli provocò una profonda depressione) nel 1685, si risposò con lady Mary Somerset, dama di compagnia a corte e figlia del duca di Beaufort e di Mary Capel nel 1685; la coppia ebbe un figlio e due figlie.

## Ascendenza
|                                      |                        |                                         | Genitori                             |  |  | Nonni |  |  | Bisnonni                              |  |  | Trisnonni                             |  |
|                                      |                        |                                         |                                      |  |  |       |  |  | 8. Thomas Butler, visconte di Thurles |  |  | 16. Walter Butler, XI conte di Ormond |  |
|                                      |                        |                                         |                                      |  |  |       |  |  | 8. Thomas Butler, visconte di Thurles |  |  | 16. Walter Butler, XI conte di Ormond |  |
|                                      |                        | 17. Helen Butler                        |                                      |  |  |       |  |  | 8. Thomas Butler, visconte di Thurles |  |  |                                       |  |
| 4. James Butler, I duca di Ormonde   |                        |                                         |                                      |  |  |       |  |  | 8. Thomas Butler, visconte di Thurles |  |  |                                       |  |
|                                      |                        | 9. Elizabeth Poyntz                     | 18. John Poyntz                      |  |  |       |  |  |                                       |  |  |                                       |  |
|                                      |                        | 9. Elizabeth Poyntz                     | 18. John Poyntz                      |  |  |       |  |  |                                       |  |  |                                       |  |
|                                      |                        | 9. Elizabeth Poyntz                     | 19. Elizabeth Sydenham               |  |  |       |  |  |                                       |  |  |                                       |  |
| 2. Thomas Butler, VI conte di Ossory |                        | 9. Elizabeth Poyntz                     |                                      |  |  |       |  |  |                                       |  |  |                                       |  |
|                                      |                        | 10. Richard Preston, I conte di Desmond | 20. Richard Preston                  |  |  |       |  |  |                                       |  |  |                                       |  |
|                                      |                        | 10. Richard Preston, I conte di Desmond | 20. Richard Preston                  |  |  |       |  |  |                                       |  |  |                                       |  |
|                                      |                        | 10. Richard Preston, I conte di Desmond | 21. Helen Couttes                    |  |  |       |  |  |                                       |  |  |                                       |  |
| 5. Elizabeth Preston James           |                        | 10. Richard Preston, I conte di Desmond |                                      |  |  |       |  |  |                                       |  |  |                                       |  |
|                                      |                        | 11. Elizabeth Preston                   | 22. Thomas Butler, X conte di Ormond |  |  |       |  |  |                                       |  |  |                                       |  |
|                                      |                        | 11. Elizabeth Preston                   | 22. Thomas Butler, X conte di Ormond |  |  |       |  |  |                                       |  |  |                                       |  |
|                                      |                        | 11. Elizabeth Preston                   | 23. Elizabeth Sheffield              |  |  |       |  |  |                                       |  |  |                                       |  |
| 1. James Butler, II duca di Ormonde  |                        | 11. Elizabeth Preston                   |                                      |  |  |       |  |  |                                       |  |  |                                       |  |
|                                      | 12. Maurizio di Nassau | 24. Guglielmo I d'Orange                |                                      |  |  |       |  |  |                                       |  |  |                                       |  |
|                                      | 12. Maurizio di Nassau | 24. Guglielmo I d'Orange                |                                      |  |  |       |  |  |                                       |  |  |                                       |  |
|                                      | 12. Maurizio di Nassau | 25. Anna di Sassonia                    |                                      |  |  |       |  |  |                                       |  |  |                                       |  |
| 6. Luigi di Nassau-Beverweerd        | 12. Maurizio di Nassau |                                         |                                      |  |  |       |  |  |                                       |  |  |                                       |  |
|                                      |                        | 13. Margaretha van Mechelen             | 26. Cornelis van Mechelen            |  |  |       |  |  |                                       |  |  |                                       |  |
|                                      |                        | 13. Margaretha van Mechelen             | 26. Cornelis van Mechelen            |  |  |       |  |  |                                       |  |  |                                       |  |
|                                      |                        | 13. Margaretha van Mechelen             | 27. Barbara van Nassau-Corroy        |  |  |       |  |  |                                       |  |  |                                       |  |
| 3. Emilia van Nassau-Beverweerd      |                        | 13. Margaretha van Mechelen             |                                      |  |  |       |  |  |                                       |  |  |                                       |  |
|                                      |                        | 14. Willem Adriaan I van Horne          | 28. Johan van Horne                  |  |  |       |  |  |                                       |  |  |                                       |  |
|                                      |                        | 14. Willem Adriaan I van Horne          | 28. Johan van Horne                  |  |  |       |  |  |                                       |  |  |                                       |  |
|                                      |                        | 14. Willem Adriaan I van Horne          | 29. Anna van Vlodrop                 |  |  |       |  |  |                                       |  |  |                                       |  |
| 7. Isabella von Horne                |                        | 14. Willem Adriaan I van Horne          |                                      |  |  |       |  |  |                                       |  |  |                                       |  |
|                                      |                        | 15. Elizabeth van der Meeren            | 30. Philips II van der Meeren        |  |  |       |  |  |                                       |  |  |                                       |  |
|                                      |                        | 15. Elizabeth van der Meeren            | 30. Philips II van der Meeren        |  |  |       |  |  |                                       |  |  |                                       |  |
|                                      |                        | 15. Elizabeth van der Meeren            | 31. Wilhelmina van Beieren-Schagen   |  |  |       |  |  |                                       |  |  |                                       |  |
|                                      |                        | 15. Elizabeth van der Meeren            |                                      |  |  |       |  |  |                                       |  |  |                                       |  |